# Фанаты (фильм, 2009)
«Фанаты» (англ. Fanboys) — приключенческая комедия американского кинорежиссёра Кайла Ньюмана.
Официально фильм не был переведён на русский язык, однако существует фанатский перевод от SMX Studios.

## Сюжет
В октябре 1998 Эрик Боттлер (Сэм Хантингтон) встречает на хэллоуинской вечеринке старых школьных друзей Лайнуса (Крис Маркетт), Хатча (Дэн Фоглер), Виндоуса (Джей Барушель) и Зою (Кристен Белл). Боттлер, успешный продавец автомобилей, видит, что его друзья практически не изменились, и их по-прежнему объединяет любовь к «Звёздным войнам». Скоро на экраны должно выйти продолжение франшизы — «Звёздные Войны. Эпизод I: Скрытая угроза». Лайнус предлагает проникнуть на Ранчо «Скайуокер» и выкрасть уже смонтированную копию фильма, чтобы увидеть его раньше всего остального мира. Идея кажется Боттлеру слишком авантюрной, но на следующий день Хатч и Виндоус объясняют ему, что у Лайнуса рак. Врачи отвели ему четыре месяца жизни, а до официального показа «Эпизода I» — шесть месяцев, и это — его единственный шанс увидеть фильм.
Также в эпизодических ролях в сцене около туалета на заправке присутствуют Джей и Молчаливый Боб.

## В ролях
- Сэм Хантингтон — Эрик
- Крис Маркетт — Лайнус
- Дэн Фоглер — Хатч
- Джей Барушель — Виндоус
- Кристен Белл — Зои
- Сет Роген — Адмирал Сишольтц / Пришелец / Таракан
- Исаак Кэппи — Гарфанкел
- Эрнест Клайн
- Дэвид Денман — Чез
- Хью Эллиот — Эвок
- Итан Сапли — Гарри Ноулз
- Дэнни Трехо — Вождь
- Кэрри Фишер — Врач
- Билли Ди Уильямс — Судья Рейнхольд
- Уильям Шетнер — играет самого себя (помогает героям пробраться на ферму Лукаса)
- Уилл Форте — камео (охранник THX)
- Рэй Парк — охранник THX
- Джейсон Мьюз — Джей
- Кевин Смит — Молчаливый Боб
- Зак Натсен — Дальнобойщик на заправке

## Реальные события
По совпадению, позже создатели франшизы действительно позволили двум умиравшим от рака поклонникам «Звездных войн» посмотреть фильмы до их выхода на экраны: «Звёздные войны: Пробуждение силы» одному и «Изгой-один. Звёздные войны: Истории» другому.